# Johan Vansummeren
Johan Vansummeren (Lommel, 4 de febrero de 1981) es un ciclista belga que fue profesional entre 2003 y junio de 2016.

## Biografía
Debutó como profesional a finales del año 2003 en las filas del Domo-Farm Frites.
Durante los dos años siguientes corrió en los filiales del Quick Step para en 2005 fichar por otro equipo belga, gran rival del Quick Step, el Lotto.
En 2008 participó en los Juegos Olímpicos de Pekín.
En 2009 fue quinto en la París-Roubaix. En el Tour de Francia estuvo escapado en la llana 11.ª etapa, aunque sin éxito.
El 10 de abril de 2011 consiguió su mayor éxito como profesional al ganar la París-Roubaix.
En abril de 2014, durante el Tour de Flandes, Vansummeren sufrió un aparatoso accidente al impactar contra una mujer de 65 años que se encontraba en una isleta sin señalización situada en mitad del recorrido. El ciclista tuvo que ser ingresado en el hospital con heridas en la cabeza, mientras que la mujer, que cayó hacia atrás con gran violencia y que golpeó su cabeza con un bordillo, ingresó con pronóstico muy grave por múltiples lesiones.
En 2015 firmó un contrato con el equipo francés Ag2r La Mondiale. El 29 de junio de 2016 anunció su retirada del ciclismo tras catorce temporadas como profesional y con 35 años de edad debido a una anomalía en el corazón.

## Palmarés
2002
- Zellik-Galmaarden
- Circuito de Hainaut

2007
- Tour de Polonia, más 1 etapa

2011
- París-Roubaix
- Dúo Normando (con Thomas Dekker)

## Resultados en Grandes Vueltas y Campeonatos del Mundo
| Carrera         | Carrera         | 2003 | 2004 | 2005  | 2006  | 2007 | 2008 | 2009 | 2010 | 2011  | 2012  | 2013 | 2014  | 2015  | 2016 |
| --------------- | --------------- | ---- | ---- | ----- | ----- | ---- | ---- | ---- | ---- | ----- | ----- | ---- | ----- | ----- | ---- |
|                 | Giro de Italia  | —    | —    | —     | —     | —    | —    | —    | —    | —     | —     | —    | —     | —     | —    |
|                 | Tour de Francia | —    | —    | 136.º | 110.º | 63.º | 85.º | 93.º | 30.º | —     | 147.º | —    | 74.º  | Ab.   | —    |
|                 | Vuelta a España | —    | 35.º | —     | —     | —    | —    | —    | —    | 70.º  | 79.º  | 88.º | 118.º | 121.º | —    |
| Mundial en Ruta | Mundial en Ruta | —    | 52.º | —     | —     | Ab.  | —    | —    | —    | 177.º | Ab.   | Ab.  | 89.º  | —     | —    |

—: no participa

Ab.: abandono

## Equipos
- Domo-Farm Frites (2002)[2]
- Quick Step-Davitamon-Latexco (2003)
- Relax-Bodysol (2004)
- Lotto (2005-2009)
  - Davitamon-Lotto (2005-2006)
  - Predictor-Lotto (2007)
  - Silence-Lotto (2008-2009)
- Garmin (2010-2014)
  - Garmin-Transitions (2010)
  - Team Garmin-Cervélo (2011)
  - Garmin-Sharp (2012-2014)
- Ag2r La Mondiale (2015-2016)